# 浬田镇
浬田镇是中华人民共和国江西省吉安市吉安县下辖的一个行政建制镇。位于江西省吉安市吉安县西部，地跨泸水两岸，乡域面积137平方公里，辖13个村委会，146个自然村，159个村民小组，森林覆盖率53%以上。 该乡为传统农业乡镇，为亚热带季风气候区，主种水稻，农副产品有大豆，花生，油菜籽等。

## 行政区划
浬田镇下辖以下村级行政区划单位：
浬田社区、浬田村、塘下村、仙峰村、桥东村、上湖村、沂塘村、高峰村、高陂村、历山村、井冈村、清水村、石南桥村和濯田村。